# Sławno (stacja kolejowa)

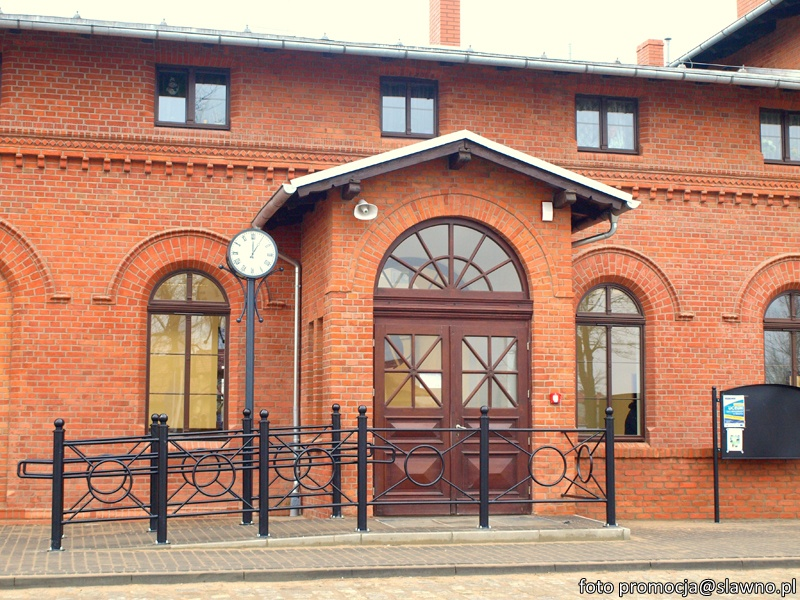
Dworzec kolejowy w Sławnie.Stan po renowacji zakończonej 5 stycznia 2012 roku

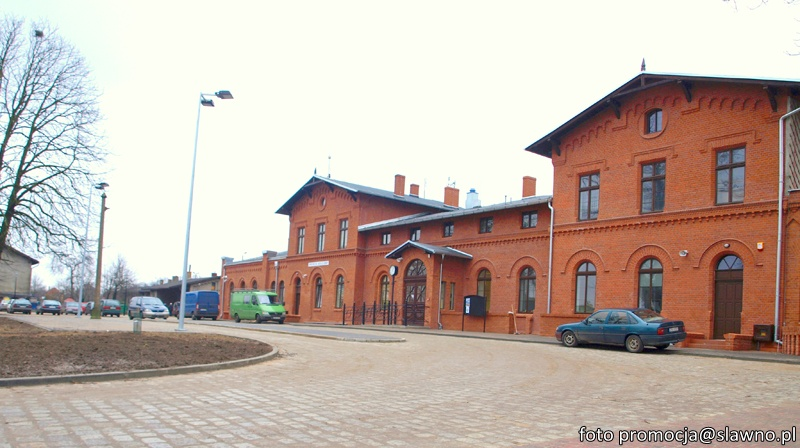
Widok od ul. Dworcowej

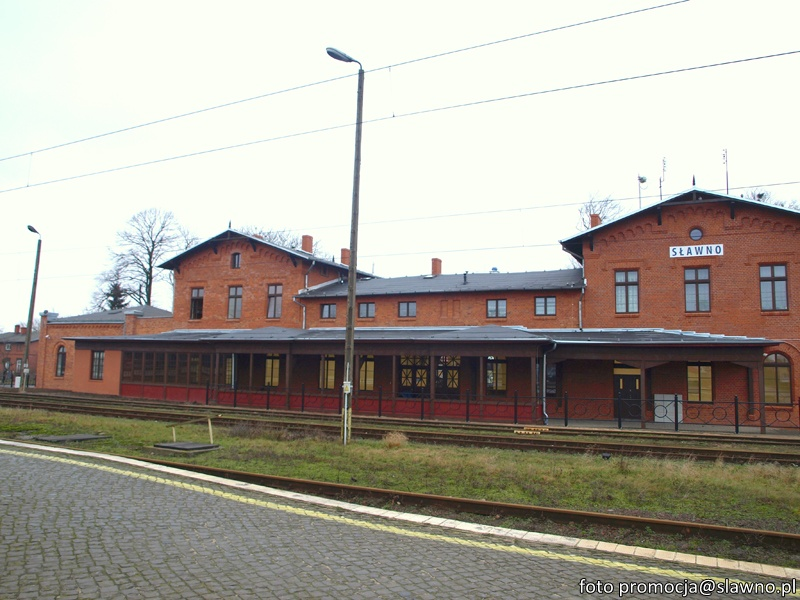
Dworzec kolejowy w Sławnie. Widok od strony peronów

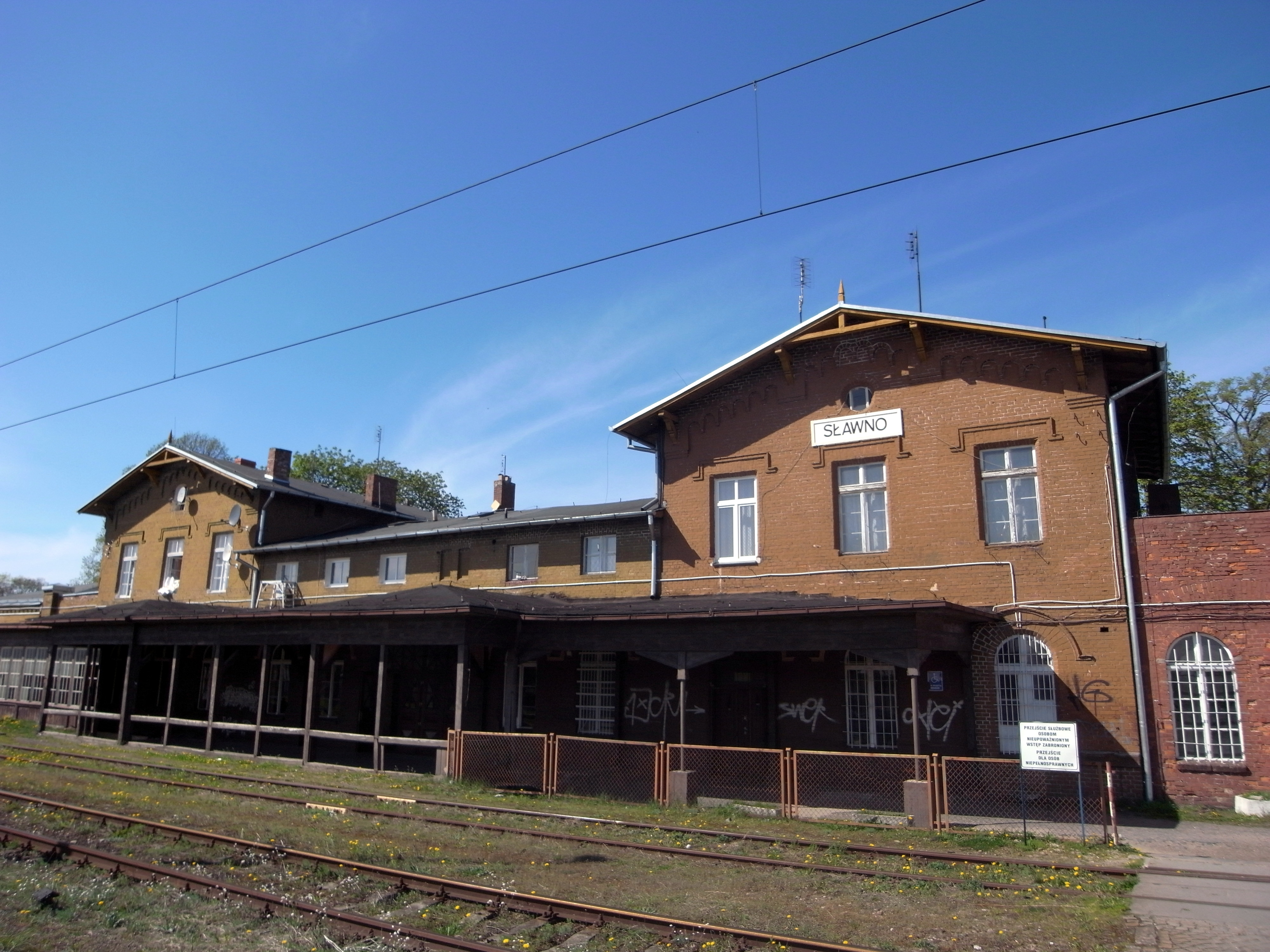
Budynek dworca kolejowego.Stan przed renowacją. Widok od strony peronów.02.05.2010

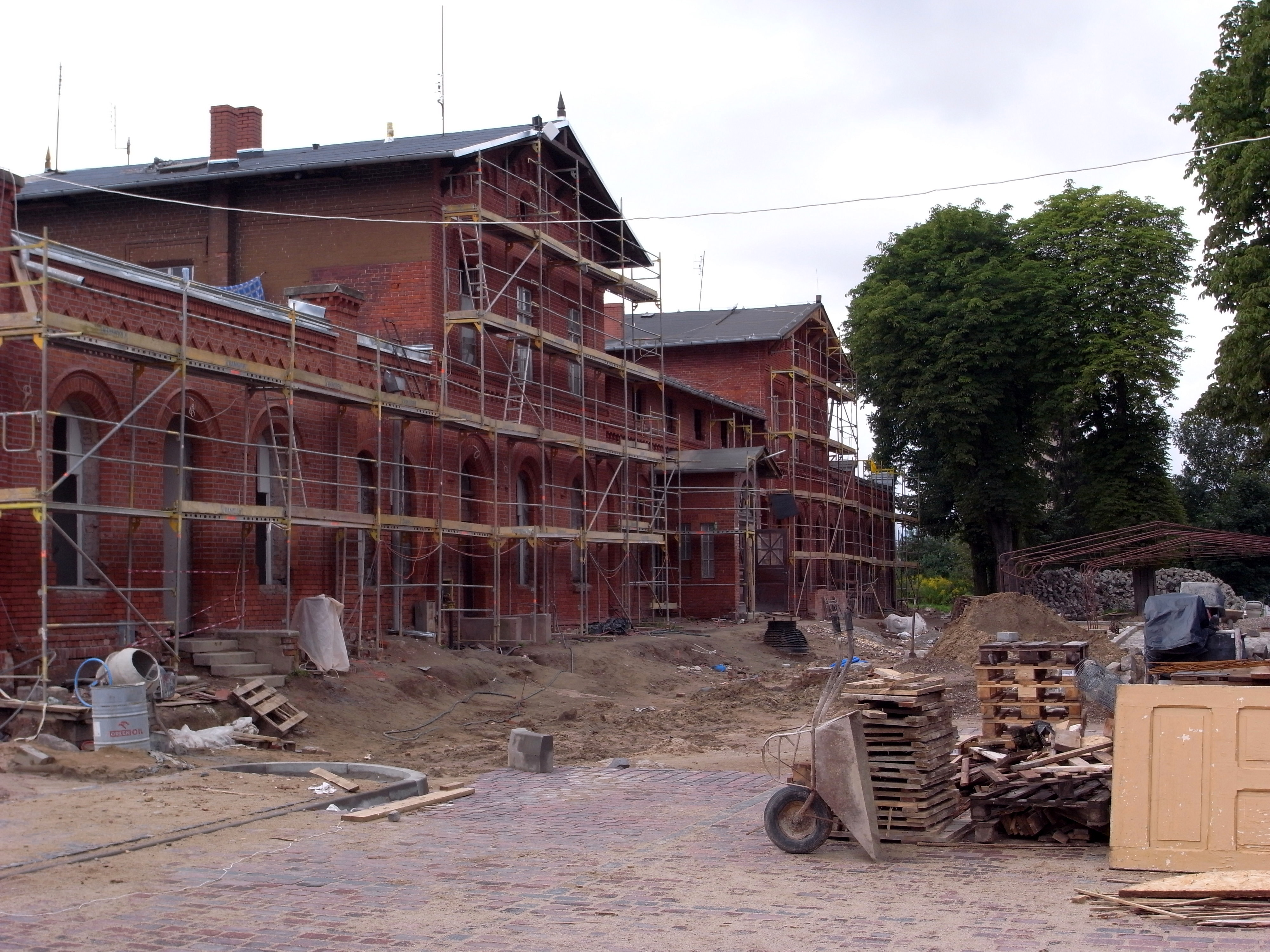
Sławno, dworzec kolejowy podczas renowacji, 15.08.2011

Sławno – stacja kolejowa w Sławnie, w województwie zachodniopomorskim, w Polsce. Według klasyfikacji PKP ma kategorię dworca lokalnego. 

## Ruch pasażerski
| Rok  | Wymiana pasażerska na dobę |
| ---- | -------------------------- |
| 2017 | 500-699                    |
| 2022 | 700-999                    |
| 2023 | 1 100                      |

Dworzec znajdujący się w zachodniej części miasta został zbudowany w latach 60. XIX wieku. Połączenia kolejowe Sławna z Gdańskiem i Berlinem zostały uruchomione w 1869 roku. Do 1945 roku Sławno było dużym węzłem komunikacji kolejowej. Dworcowe budynki są murowane, licowane cegłą. Zachowane zostały zabytkowe urządzenia techniczne, a także wystrój architektoniczny. Przed budynkiem umiejscowiony jest zabytkowy elektryczny słup z lat 30. XX wieku.

## Historia
W połowie XIX wieku Sławno stało się ważnym węzłem komunikacyjnym w środkowej części Pomorza. Miasto uzyskało połączenie kolejowe: Berlin – Szczecin – Sławno – Gdańsk w 1869 roku. W tym samym czasie, do obsługi pasażerów oraz przewozu i przeładunku towarów, zbudowano zespół dworca kolejowego. Główny budynek dworca otoczony został od północy przestronnym placem, który do dzisiaj przeznaczony jest dla komunikacji miejskiej. Od strony wschodniej do budynku przylegały, z czasem dobudowywane, warsztaty, magazyny i przechowalnie. Dla zabezpieczenia płynności ruchu pociągów wybudowano budynek nastawni, a dla pracowników dworca i stacji – domy mieszkalne. Od strony zachodniej wybudowano wieżę ciśnień i rampy przeładunkowe, a w I połowie XX wieku rozbudowywano pomieszczenia magazynowe. Stacja składała się z trzech obszernych peronów połączonych z budynkiem dworca przejściem podziemnym. Perony zostały zadaszone potężnymi konstrukcjami metalowymi, a wejścia na perony otoczono stalowymi wiatrołapami. Z czasem ich nawierzchnia została wybrukowana.
15 listopada 1878 roku oddano do użytku linię kolejową Darłowo – Sławno – Korzybie. W ten sposób Sławno uzyskało dogodne połączenie z portem morskim. Trasę tę w 1884 roku przedłużono do Bytowa.
Od 1997 roku przystąpiono do likwidacji nieczynnej linii, rozebrano tory prowadzące do Korzybia. Na trasie zachowano jedynie nasyp ziemny i wiadukty, do dziś zachował się fragment nasypu przy ulicy Gruntowej na terenie Sławna. W drugim kierunku, do Darłowa połączenie zostało zawieszone. Niszczały nasypy, podkłady i tory kolejowe, z rzadka używane do przewozu towarów. Ruch pasażerski zamarł. Dzięki staraniom władz powiatu sławieńskiego, w czerwcu 2005 roku, ponownie uruchomiono połączenie z Darłowem. Wagon spalinowy (SA103-010) przekazany przez Urząd Marszałkowski Województwa Zachodniopomorskiego, kursował jednakże do grudnia 2011 roku. Ze względów ekonomicznych kolejowe połączenie z Darłowem zlikwidowano. Od momentu uruchomienia tej linii pociągi w kierunku Darłowa odchodziły zawsze z peronu pierwszego, krótszego od dwóch pozostałych.
W kwietniu 1896 roku rozpoczęto budowę powiatowej kolei wąskotorowej (szerokość 750 mm) ze Sławna do Polanowa, Żydowa, Gołogóry. 21 grudnia 1897 roku oddano do użytku trasę Sławno – Polanów, 29 maja 1898 roku odcinek Polanów – Żydowo, a 1 listopada 1898 roku Żydowo – Gołogóra. Siecią zarządzała Sławieńska Kolej Powiatowa (niem. Schlawer Kreisbahn, SchKB). Na trasie długości blisko 60 km systematycznie odbywał się ruch pasażerski i towarowy. Trasę obsługiwało pięć lokomotyw; trzy typu 3/3 gek. Tender-Lokomotiven (o numerach 2, 3, 4) zakupiono w latach 1897/98, dwie pozostałe typu 4/5 gek Tender-Lokomotiven zakupiono w 1901 i 1904 roku. W 1925 roku sejmik powiatowy podjął decyzję o przebudowie wąskotorówki na linię normalnotorową (szerokość 1435 mm), 21 grudnia 1934 roku oficjalnie otwarto nowe połączenie w kierunku Polanowa i Gołogóry. Przebudowana linia biegła nieco inną trasą niż wąskotorówka, pominięto stację Pomiłowo (Marienthal) i stację Ugacie (Ujatzthal). Pociąg w kierunku Kosierzewa jechał teraz przez Kwasowo (Quatzow), dziś nasypem dawnej linii w kierunku Kwasowa biegnie aleja 11 Listopada (Osiedle im. Dzieci Wrzesińskich). Połączenie zlikwidowano i rozebrano w 1945 roku, infrastrukturę wywieziono w głąb ZSRR. Sławieńską Kolej Powiatową obsługiwał dworzec pomocniczy – Schlawe Kleinbahnhof, pociągi odjeżdżały w kierunku Kosierzewa i Polanowa z peronu nr 4, którego pozostałości wraz z odcinkiem torowiska nadal są zachowane.
W 1905 roku rozpoczęto prace przy budowie linii kolejowej Sławno – Ustka. Oficjalnie otwarcie linii nastąpiło 18 sierpnia 1911 roku. Linia została zlikwidowana po zakończeniu II wojny światowej, a tory rozebrane przez wojska radzieckie. Do dzisiaj zachował się nasyp ziemny i wiadukty w bardzo złym stanie technicznym. Wiadukt na ulicy Morskiej, w obrębie miasta Sławno, został ostatecznie rozebrany w kwietniu 2011 roku, podczas przebudowy drogi wojewódzkiej nr 205 prowadzącej ze Sławna do Darłowa.
Budynek dworca kolejowego w Sławnie wybudowano w 1869 roku. Obiekt o powierzchni prawie 1500 m² obsługiwał wzrastający ruch podróżnych. Na stacji funkcjonowało trzynaście torów kolejowych oraz jeden tor przy rampie i jeden tor dostawczy z kozłem oporowym.
Po II wojnie światowej obiekt przeszedł w ręce Polskich Kolei Państwowych. Wewnątrz budynku dworca umiejscowione były trzy kasy biletowe i przechowalnia bagażu oraz dyspozytornia PKS. Hol główny połączony jest korytarzem wewnętrznym z barem szybkiej obsługi. Obiekt pełnił również inne funkcje publiczne. W piwnicach, do lat 60. XX wieku, funkcjonowała łaźnia miejska, później magazyny sprzętu obrony cywilnej. Na pierwszym piętrze znajdowały się biura PKP, z czasem zamienione na pomieszczenia mieszkalne. W innych częściach dworca umieszczano punkty usługowo-handlowe.
W 1991 roku zamknięto połączenie z Darłowem. Uruchomiono je ponownie w czerwcu 2005 r., jednak na trasie nie ma przewodów trakcyjnych. W 2011 roku połączenie zostało ponownie zlikwidowane.
Od kwietnia 2011, do stycznia 2012 roku dworzec został zrewitalizowany. Zabytkowy dworzec w Sławnie to pierwszy w województwie zachodniopomorskim dworzec, który został zmodernizowany przez PKP SA w ramach programu rewitalizacji dworców kolejowych. Modernizacja współfinansowana była z budżetu państwa. Prace budowlane rozpoczęły się w kwietniu 2011 roku i objęły m.in. naprawę dachu, gruntowne wyczyszczenie elewacji, wymianę stolarki okiennej i drzwiowej, budowę nowych przyłączy i wymianę wszystkich instalacji wewnętrznych. Wyremontowane zostały wnętrza obiektu, sanitariaty, które przystosowano dla potrzeb osób niepełnosprawnych, bufet, poczekalnia i punkty kasowe. Modernizacja objęła także teren przydworcowy: wybudowano plac zabaw dla dzieci, wiatę dla rowerów oraz wiatę dla busów. Wyremontowano plac z parkingiem i stanowiskami dla autobusów.Odnowiony dworzec oficjalnie oddano do użytku 5 stycznia 2012 roku.

## Połączenia
- Białystok
- Białogard
- Darłowo
- Ełk
- Gdynia
- Katowice
- Kołobrzeg
- Koszalin
- Kraków
- Lublin
- Łeba
- Olsztyn
- Poznań
- Słupsk
- Szczecin
- Świdwin
- Ustka
- Warszawa